# Les Années d'illusion
Les Années d'illusion (titre original : The Valorous Years) est un roman court[réf. souhaitée] britannique de A. J. Cronin publié en 1940.

## Résumé
Un jeune homme, qui doit vivre avec un handicap du bras, lutte contre tous pour devenir médecin.

## Adaptation
- 1977 - TF1 - 6 épisodes du 23/06 au 28/07[1]